# Deison Méndez
Deison Méndez (Muisne, Esmeraldas, Ecuador; 27 de octubre de 1990) es un futbolista ecuatoriano. Juega de defensa central y su equipo actual es Atlético Vinotinto de la Segunda Categoría de Ecuador.

## Trayectoria
Deison Méndez llegó a las inferiores de Liga Deportiva Universitaria a los 13 años en el 2004. Allí comenzó en la Sub-14. En el 2007 fue seleccionado juvenil para participar en el Campeonato Sudamericano Sub-17 que se disputó en Ecuador. En ese torneo tuvo una destacada actuación, por lo que dirigentes del Inter de Milán al observarlo trataron de ficharlo, pero no llegó a concretarse debido a que Deison no tenía pasaporte comunitario. En julio de ese año integró la Selección Sub-17 que ganó la medalla de Oro en los Juegos Panamericanos de Río de Janeiro que dirigió Sixto Vizuete.
En el 2009 jugó el Campeonato Sudamericano Sub-20 disputado en Venezuela, donde su selección quedó eliminada por sorteo al empatar con la Selección de Colombia en el 3.er puesto del Grupo A. Con la selección absoluta debutó el 10 de febrero de 2009 ante la selección de Inglaterra sub-21, sin todavía haber jugado en Primera División. Debido a que este partido fue contra una selección juvenil no es oficial para la FIFA.
Ese mismo año había fichado por el Club Deportivo Espoli de Quito y el 21 de marzo debutó en Primera División en la victoria sobre el Macará jugado en Latacunga. En el 2010 pasó al Club Sport Emelec, formando parte del equipo que quedó subcampeón de Ecudor. En 2011 pasó a Deportivo Quito.

## Selección nacional

### Categorías inferiores

#### Participaciones en Sudamericanos
| Campeonato                            | Sede   | Resultado    | Partidos | Goles |
| ------------------------------------- | ------ | ------------ | -------- | ----- |
| Juegos Panamericanos Guadalajara 2011 | México | Primera fase | 3        | 0     |

## Clubes
| Club                 | País    | Año       |
| -------------------- | ------- | --------- |
| Espoli               | Ecuador | 2009      |
| Emelec               | Ecuador | 2010      |
| Deportivo Quito      | Ecuador | 2011      |
| Deportivo Cuenca     | Ecuador | 2011-2013 |
| Deportivo del Valle  | Ecuador | 2013      |
| Deportivo Cuenca     | Ecuador | 2013      |
| Universidad Católica | Ecuador | 2014-2016 |
| Aucas                | Ecuador | 2017      |
| Deportivo Quevedo    | Ecuador | 2018      |
| Olmedo               | Ecuador | 2019      |
| Mushuc Runa          | Ecuador | 2020      |
| Juventud F. C.       | Ecuador | 2021-2022 |
| Juventud Italiana    | Ecuador | 2022      |
| Atlético Vinotinto   | Ecuador | 2023-act. |

## Palmarés

### Selección nacional
| Título                         | Equipo           | País    | Año  |
| ------------------------------ | ---------------- | ------- | ---- |
| Juegos Panamericanos en Fútbol | Selección Sub-17 | Ecuador | 2007 |